# Fang Junying
Fang Junying, född 1884, död 1923, var en kinesisk revolutionär.
Hon var dotter till en förmögen affärsman, brorsdotter till den progressive reformatorn Fang Jiashi, en anhängare av Weng Tonghe, och syster till de senare berömda revolutionärerna Fang Shengdong och Fang Shengtao. Efter Kinas nederlag mot Japan 1895 blev det vanligt bland kinesiska reformister att skicka sina barn för att studera i Japan. Hennes progressiva far arrangerade år 1901 för både henne, hennes bröder och svägerskor att studera i Japan, och hon tog 1911 lärarexamen i Tokyo.
Efter den misslyckade reformrörelsen i Kina 1898 spred sig revolutionära rörelser bland kinesiska studenter i Japan, och Fang Junying blev 1905 medlem i Tongmenghui-rörelsen under Lin Wen, där hon 1907 blev ansvarig för attentatssektionen. Hon lät upprätta en bombcentral i Yokohama. 1908 ingick hon i den attentatsgrupp som under ledning av Wang Jingwei planerade att mörda prinsregent Zai Feng under hans kommande besök i Japan 1910. Hon var en av ledarna i planläggningen av det misslyckade Guangzhouupproret 27 april 1911, och hennes syskon fanns med bland de så kallade "72 martyrerna i Huanghuagang".
Fang Junying återvände till Kina efter republikens upprättande 1912 och blev rektor för Fuijan Teachers College for Women. Samma år fick hon dock ett stipendium för att studera i Frankrike. Hon återvände 1922 till Kina där hon hade erbjudits en lärartjänst. Hon begick självmord med hjälp av en överdos morfin innan hon hann tillträda. Som motiv för sitt självmord angav hon sin förtvivlan över den hopplösa graden av korruption i det kinesiska samhället. 